# Jackie Hering
Jackie Hering (* 11. Oktober 1985 in DeForest als Jacqueline Arendt) ist eine US-amerikanische Triathletin und dreifache Ironman-Siegerin (2013, 2024, 2025). Sie wird als Führende gelistet in der Bestenliste US-amerikanischer Triathletinnen auf der Ironman-Distanz.

## Werdegang
Jackie Arendt studierte an der University of Wisconsin-La Crosse. Bevor sie sich dem Triathlon zuwandte, war sie im Schwimmsport aktiv.
Arendt startet 2008 bei ihrem ersten Ironman und seit 2010 ist sie als Profi-Triathletin aktiv.
Sie konnte sich bereits vier Mal für einen Startplatz bei der Weltmeisterschaft – beim Ironman Hawaii (3,86 km Schwimmen, 180,2 km Radfahren und 42,195 km Laufen) – qualifizieren und ihre beste Platzierung erreichte sie 2009 mit dem 40. Rang (Vierte in der Altersgruppe W25-29).

### Siegerin Ironman 2013
2013 gewann sie den Ironman Wisconsin und 2020 gewann sie mit dem Ironman 70.3 Campeche ihr zweites Rennen auf der halben Ironman-Distanz.
Im März 2021 wurde die damals 35-Jährige Dritte bei der Challenge Miami.
Jackie Hering startet im August 2021 für das im Collins Cup der Professional Triathletes Organisation zusammengestellte Team USA – zusammen mit Skye Moench, Jocelyn McCauley, Chelsea Sodaro, Katie Zaferes, Taylor Knibb, Sam Long, Rodolphe Von Berg, Matt Hanson, Ben Kanute, Justin Metzler und Andrew Starykowicz.
Im Juni 2024 gewann die 38-Jährige mit dem Ironman Hamburg nach elf Jahren ihr zweites Ironman-Rennen.
Im August wird Jackie Hering als Führende gelistet im Klassement der Ironman Pro Series.
Im September 2024 belegte Jackie Hering den neunten Rang bei den Ironman World Championships in Nizza.

### Privates
Seit Oktober 2014 ist sie mit Mark Hering verheiratet und die beiden leben in Madison (Wisconsin). Im März 2016 kam ihr Sohn zur Welt. Jackie Hering ist heute auch als Coach tätig.

## Sportliche Erfolge
| Datum/Jahr    | Rang | Wettbewerb                       | Austragungsort | Zeit       | Bemerkung                                        |
| ------------- | ---- | -------------------------------- | -------------- | ---------- | ------------------------------------------------ |
| 10. Mai 2025  | 3    | Ironman 70.3 St. George          | St. George     | 04:17:06   | US-Championships                                 |
| 5. Apr. 2025  | 2    | Ironman 70.3 California          | Oceanside      | 0 04:17:09 | [ 5 ]                                            |
| 4. Mai 2024   | 3    | Ironman 70.3 St. George          | St. George     | 04:12:50   | US-Championships                                 |
| 5. Nov. 2023  | 4    | Ironman 70.3 Los Cabos           | Los Cabos      | 04:23:11   |                                                  |
| 24. Sep. 2023 | 3    | Ironman 70.3 Augusta             | Augusta        | 04:14:24   |                                                  |
| 5. Juni 2022  | 1    | Escape from Alcatraz Triathlon   | San Francisco  |            |                                                  |
| 22. Mai 2022  | 1    | Ironman 70.3 Chattanooga         | Chattanooga    |            |                                                  |
| 4. Dez. 2021  | 1    | Clash Daytona                    | Daytona Beach  | 03:32:50   | 2 km Schwimmen, 80 km Radfahren und 18 km Laufen |
| 18. Sep. 2021 | 7    | Ironman 70.3 World Championships | St. George     | 04:15:03   |                                                  |
| 12. März 2021 | 3    | Challenge Miami                  | Miami          | 03:03:25   |                                                  |
| 15. März 2020 | 1    | Ironman 70.3 Campeche            | Campeche       | 04:16:48   |                                                  |
| 30. Juni 2019 | 1    | Ironman 70.3 Steelhead           | Benton Harbor  | 04:07:21   |                                                  |
| 9. Juni 2013  | 9    | Ironman 70.3 Kansas              | Lawrence       | 04:33:52   |                                                  |

| Datum/Jahr    | Rang | Wettbewerb                  | Austragungsort | Zeit     | Bemerkung                                                                     |
| ------------- | ---- | --------------------------- | -------------- | -------- | ----------------------------------------------------------------------------- |
| 20. Juli 2025 | 8    | Ironman USA                 | Lake Placid    | 09:08:34 |                                                                               |
| 15. Juni 2025 | 1    | Ironman Cairns              | Cairns         | 08:42:15 | [ 7 ]                                                                         |
| 22. Sep. 2024 | 9    | Ironman World Championships | Nizza          | 09:25:09 |                                                                               |
| 21. Juli 2024 | 2    | Ironman USA                 | Lake Placid    |          |                                                                               |
| 2. Juni 2024  | 1    | Ironman Hamburg             | Hamburg        | 08:19:14 | Ironman European Championship; persönliche Ironman-Bestzeit                   |
| 12. Okt. 2014 | 45   | Ironman Hawaii              | Hawaii         | 10:20:54 |                                                                               |
| 7. Sep. 2014  | 6    | Ironman Wisconsin           | Madison        | 10:03:58 |                                                                               |
| 24. Aug. 2014 | 2    | Ironman Louisville          | Louisville     | 09:43:25 | Zweite hinter der Deutschen Nina Kraft                                        |
| 27. Juli 2014 | 4    | Ironman Canada              | Penticton      | 09:59:06 |                                                                               |
| 8. Sep. 2013  | 1    | Ironman Wisconsin           | Madison        | 09:47:07 | [ 9 ]                                                                         |
| 25. Nov. 2012 | 10   | Ironman Mexico              | Cozumel        | 09:15:38 |                                                                               |
| 26. Aug. 2012 | 2    | Ironman Louisville          | Louisville     | 09:38:14 |                                                                               |
| 8. Okt. 2011  | 55   | Ironman Hawaii              | Hawaii         | 10:21:02 |                                                                               |
| 28. Aug. 2011 | 2    | Ironman Louisville          | Louisville     | 09:40:28 | Zweite hinter Nina Kraft                                                      |
| 24. Juli 2011 | 4    | Ironman USA                 | Lake Placid    | 09:56:21 |                                                                               |
| 7. Mai 2011   | 2    | Ironman St. George          | St. George     | 10:06:36 | erster Start als Profi                                                        |
| 9. Okt. 2010  | 57   | Ironman Hawaii              | Hawaii         | 10:16:47 | Zweite in der Altersgruppe W25-29                                             |
| 1. Mai 2010   | 7    | Ironman St. George          | St. George     | 10:36:24 |                                                                               |
| 10. Okt. 2009 | 40   | Ironman Hawaii              | Hawaii         | 10:17:58 | Vierte in der Altersgruppe W25-29 bei der Weltmeisterschaft                   |
| 7. Sep. 2008  |      | Ironman Wisconsin           | Madison        | 10:47:29 | Siegerin in ihrer Altersgruppe (W18-24) beim ersten Start auf der Langdistanz |

(DNF – Did Not Finish)